# Diga di Mosul
La diga di Mosul, precedentemente conosciuta come diga di Saddam, è la più grande diga dell'Iraq e la quarta di tutto il Medio Oriente. Si trova sul fiume Tigri, nel governatorato occidentale di Ninawa, a nord della città di Mosul.

## Dati tecnici
Lo sbarramento è lungo 3,2 km e alto 131 m. Il sito è di importanza strategica per l'intero Stato dell'Iraq: controlla infatti l'irrigazione del Governatorato di Ninive.

## Importanza strategica
La diga è estremamente importante per la vita economica e l'assetto politico dell'area. La distruzione della stessa, infatti, procurerebbe danni incalcolabili non solo in termini di vite umane (circa mezzo milione di persone secondo una stima del Genio dell'esercito USA, più di un milione secondo l'ingegnere iracheno Naḍīr al-Anṣārī, che ha partecipato alla costruzione della diga e che poi andò a insegnare in Svezia) ma si metterebbe in ginocchio l'intera economia del Paese. La potenzialità distruttiva dell'onda che si genererebbe, in caso di distruzione della diga, è stata perciò paragonata ad un'arma di distruzione di massa arrecando danni a tutta la valle del Tigri fino a raggiungere potenzialmente anche la capitale Baghdad, distante quasi 350 km.
Controllare la diga di Mosul significa dunque non solo sorvegliare buona parte delle risorse idriche dell'Iraq (in particolare dell'area settentrionale) ma anche avere potenzialmente un'"arma" molto pericolosa. Nel 2006 uno studio del corpo del genio dell'esercito americano ha definito la diga di Mosul una delle «più pericolose al mondo». Tra il 2006 e il 2010 gli Stati Uniti hanno investito nello studio e manutenzione della diga oltre 30 milioni di dollari. Nel 2016 il governo dell'Iraq firma un contratto da 273 milioni di euro con il gruppo italiano Trevi, affinché curino la manutenzione della diga.

## Studi scientifici
In uno studio del 2016 effettuato con dati satellitari RADAR ad apertura sintetica (SAR) COSMO-SkyMed, Sentinel-1a ed Envisat, viene caratterizzato lo spostamento della diga negli ultimi dieci anni al fine di valutare l’effetto della stuccatura. Sulla base dei dati ottenuti i ricercatori hanno notato che la diga ha subito uno spostamento di 30 millimetri durante gli anni 2014-2016 a partire da agosto 2014 quando la diga è stata temporaneamente conquistata dall'ISIS Lo studio ha indicato inoltre che il livello di erosione del gesso da parte dell'acqua è giunto a una profondità di 160 metri rispetto ai 70 misurati negli anni 2004-2010.